# Jordan Vale
Jordan Vale (15 de enero de 1994) es un futbolista neozelandés que juega como mediocampista en el Auckland City de la New Zealand National League.

## Carrera
A pesar de su corta edad, debutó oficialmente en el Waitakere United jugando la ASB Premiership 2011/12. En 2012 se unió al Syracuse Orange, equipo de la Universidad de Siracusa, pero rápidamente regresó a Nueva Zelanda para jugar en el Waitakere City FC el segundo semestre del año. A principios de 2013 fue contratado por el Auckland City. Volvió a dejar su país a mitad de ese año para incorporarse al Reading United de los Estados Unidos. En 2016 regresó a su país para incorporarse al Eastern Suburbs.

### Clubes
| Club             | País           | Año             |
| ---------------- | -------------- | --------------- |
| Waitakere United | Nueva Zelanda  | 2011 - 2012     |
| Syracuse Orange  | Estados Unidos | 2012            |
| Waitakere City   | Nueva Zelanda  | 2012            |
| Auckland City    | Nueva Zelanda  | 2013            |
| Reading United   | Estados Unidos | 2013 - 2016     |
| Eastern Suburbs  | Nueva Zelanda  | 2016 - 2018     |
| Auckland City    | Nueva Zelanda  | 2018 - Presente |

### Selección nacional
Ganó con la selección Sub-17 de Nueva Zelanda el Campeonato Sub-17 de la OFC 2011 que le dio derecho a los neozelandeses de disputar la Copa Mundial de Fútbol, allí Vale jugó los 4 partidos disputados por su selección, convirtiendo un gol frente a Uzbekistán en la victoria 4-1 de Nueva Zelanda.